# Schroon Lake (CDP, New York)
Schroon Lake est une localité et census-designated place américaine, située dans la municipalité de Schroon, dans l'État de New York. 
Schroon Lake s'étend sur 9,54 km2 dans le parc Adirondack, sur la rive occidentale du lac Schroon, à égale distance (140 km) d'Albany au sud et de la frontière canadienne au nord,. Elle constitue le principal noyau urbanisé ainsi que le centre administratif et commercial de la municipalité de Schroon, située dans le comté d'Essex. En 2020, elle compte une population de 921 habitants.